# 돈 벤더

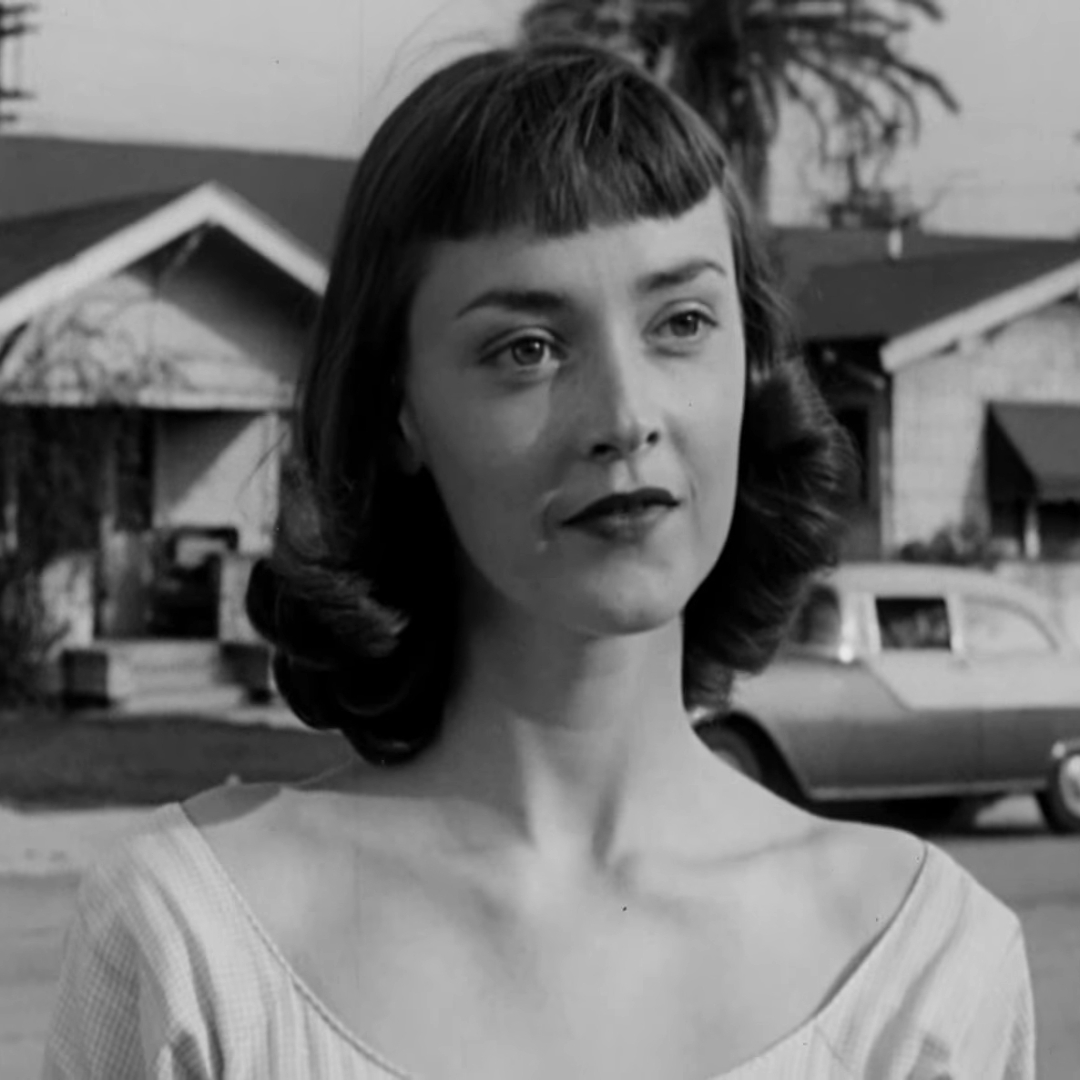

돈 벤더(Dawn Bender, 1935년 2월 21일 ~ )는 미국의 배우, 연극 배우, 영화배우이다.
글렌데일에서 태어났다.

## 영화
- 우주에서 온 10대 (1959년)
- 유리 구두 (1955년)
- 여배우 (1953년)
- 송 투 리멤버 (1945년)